# Clinanthus fulvus
Clinanthus fulvus är en amaryllisväxtart som först beskrevs av Herb., och fick sitt nu gällande namn av Alan W. Meerow. Clinanthus fulvus ingår i släktet Clinanthus, och familjen amaryllisväxter. Inga underarter finns listade i Catalogue of Life.